# Zarina Shamshatkyzy
Zarina Shamshatkyzy (26 de diciembre de 1987) es una deportista kazaja que compitió en taekwondo. Ganó dos medallas en el Campeonato Asiático de Taekwondo en los años 2006 y 2008.

## Palmarés internacional
| Campeonato Asiático | Campeonato Asiático | Campeonato Asiático | Campeonato Asiático |
| Año                 | Lugar               | Medalla             | Categoría           |
| ------------------- | ------------------- | ------------------- | ------------------- |
| 2006                | Bangkok (Tailandia) | Medalla de bronce   | –59 kg              |
| 2008                | Luoyang (China)     | Medalla de plata    | –59 kg              |